# Aubria subsigillata
Aubria subsigillata är en groddjursart som först beskrevs av Duméril 1856.  Aubria subsigillata ingår i släktet Aubria och familjen Pyxicephalidae. IUCN kategoriserar arten globalt som livskraftig. Inga underarter finns listade.